# Bertil Öhlin
Bertil Zacharias Öhlin, född den 10 oktober 1889 i Böne församling, Älvsborgs län, död den 23 september 1969 i Växjö, var en svensk jurist. Han var bror till Paul Öhlin.
Öhlin avlade juris kandidatexamen vid Lunds universitet 1916. Han blev assessor i Göta hovrätt 1923, tillförordnad revisionssekreterare 1929, hovrättsråd 1930, revisionssekreterare 1933 och åter hovrättsråd 1936. Öhlin var häradshövding i Östra Värends domsaga 1937–1956. Han blev riddare av Nordstjärneorden 1933 och kommendör av andra klassen av samma orden 1948.